# Скрипалі
Скрипалі́ — село в Україні, в Сумській області, Роменському районі. Населення становить 29 осіб. Входить до складу Роменської міської громади. До 2020 орган місцевого самоврядування — Пустовійтівська сільська рада.

## Географія
Село Скрипалі розташоване за 4 км від лівого берега річки Сула. На відстані 1 км розташоване село Шилівське, за 6 км — місто Ромни.
По селу тече струмок, що пересихає.
Неподалік пролягає автомобільний шлях Н07.

## Історія
Село постраждало внаслідок геноциду українського народу, проведеного урядом СРСР 1923—1933 та 1946—1947 роках.
12 червня 2020 року, відповідно до розпорядження Кабінету Міністрів України № 723-р «Про визначення адміністративних центрів та затвердження територій територіальних громад Сумської області», село увійшло до складу Роменської міської громади.
19 липня 2020 року, в результаті адміністративно-територіальної реформи та ліквідації Роменського району(1930—2020), увійшло до складу новоутвореного Роменського району.

## Населення

### Мова
Розподіл населення за рідною мовою за даними перепису 2001 року:
| Мова       | Кількість | Відсоток |
| ---------- | --------- | -------- |
| українська | 29        | 100%     |

## Відомі люди
- Скрипаль Іван Гаврилович (* 1939) — доктор біологічних наук, професор, лауреат Державної премії України в галузі науки і техніки.